# 新京神社
新京神社，原名长春神社，是曾存在于中國长春满铁附属地、新京满铁附属地、新京市的日本神社，供奉天照大神、大国主命、明治天皇。神社地處长春满铁附属地的中央通西侧，即今人民大街北段的619号。目前位于市政府机关第二幼儿园内的建筑保存了下来，1984年列为第三批长春市文物保护单位。

## 历史
1911年7月，侨居长春满铁附属地的日本侨民发起筹建神社，并向关东州提出申请。1912年7月，明治天皇病逝，长春神社的修建因而搁置。1915年10月再次获准修建，1916年11月竣工。:217

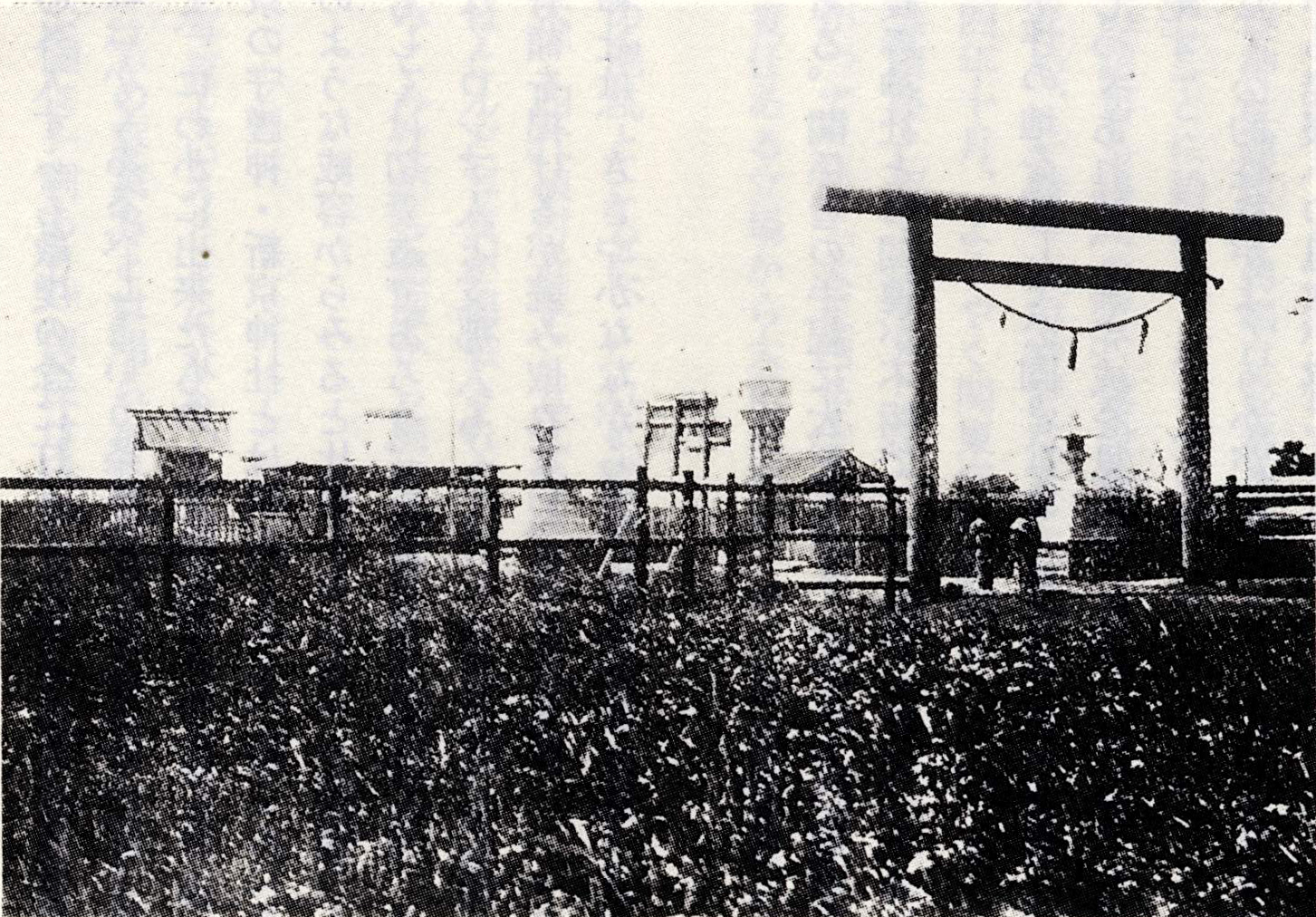
约1921年的长春神社，可见拜殿和本殿（左侧较小建筑）
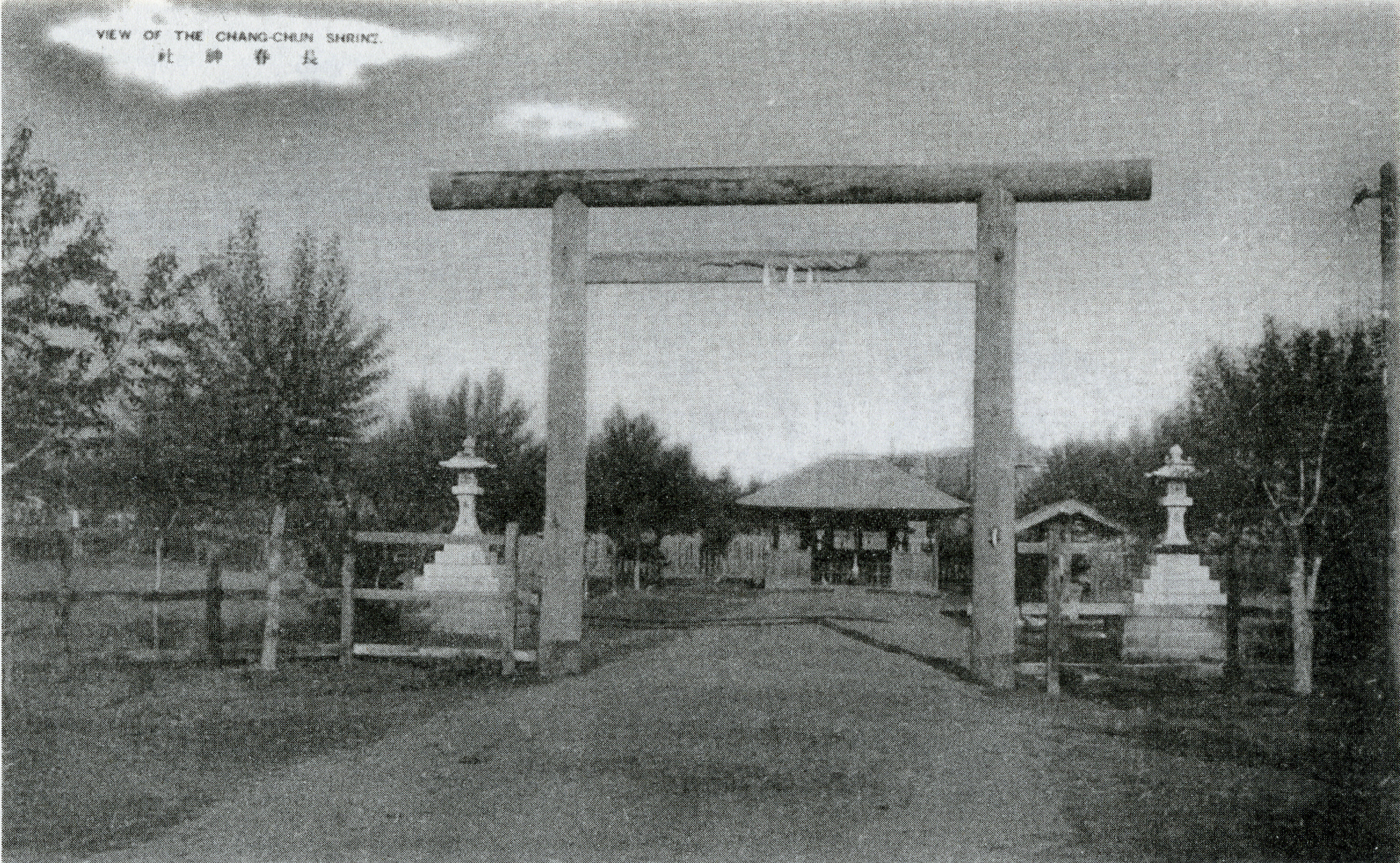
1929年改造以前的长春神社，正面鸟居为木造，远处建筑为拜殿

1929年，适逢昭和天皇即位典礼，神社得到了扩建，修建了新的神殿，扩建耗资3万余日元。1932年满洲国成立后，长春神社更名为新京神社。1935年，增设了石制玉垣、石制大鸟居、手水舍，社务所也进行了扩建；1936年又增加了狛犬、祭器库、透塀；1937年增设了石灯笼、神马像、本殿前的台阶。:217

新京神社社殿。后方可见币殿和本殿的屋檐
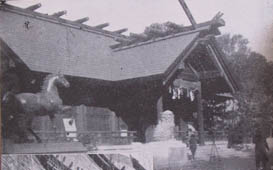
拜殿，左侧可见神马。1939年
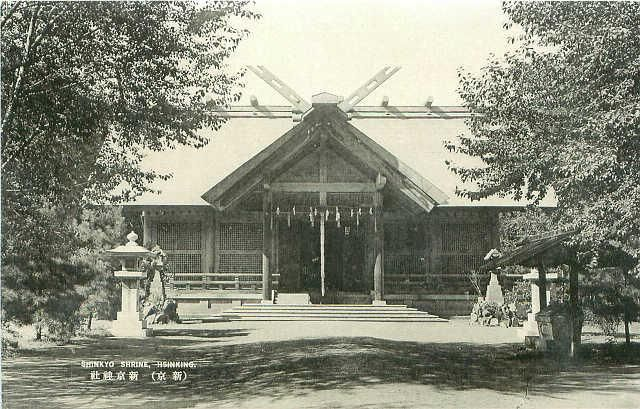
拜殿正面
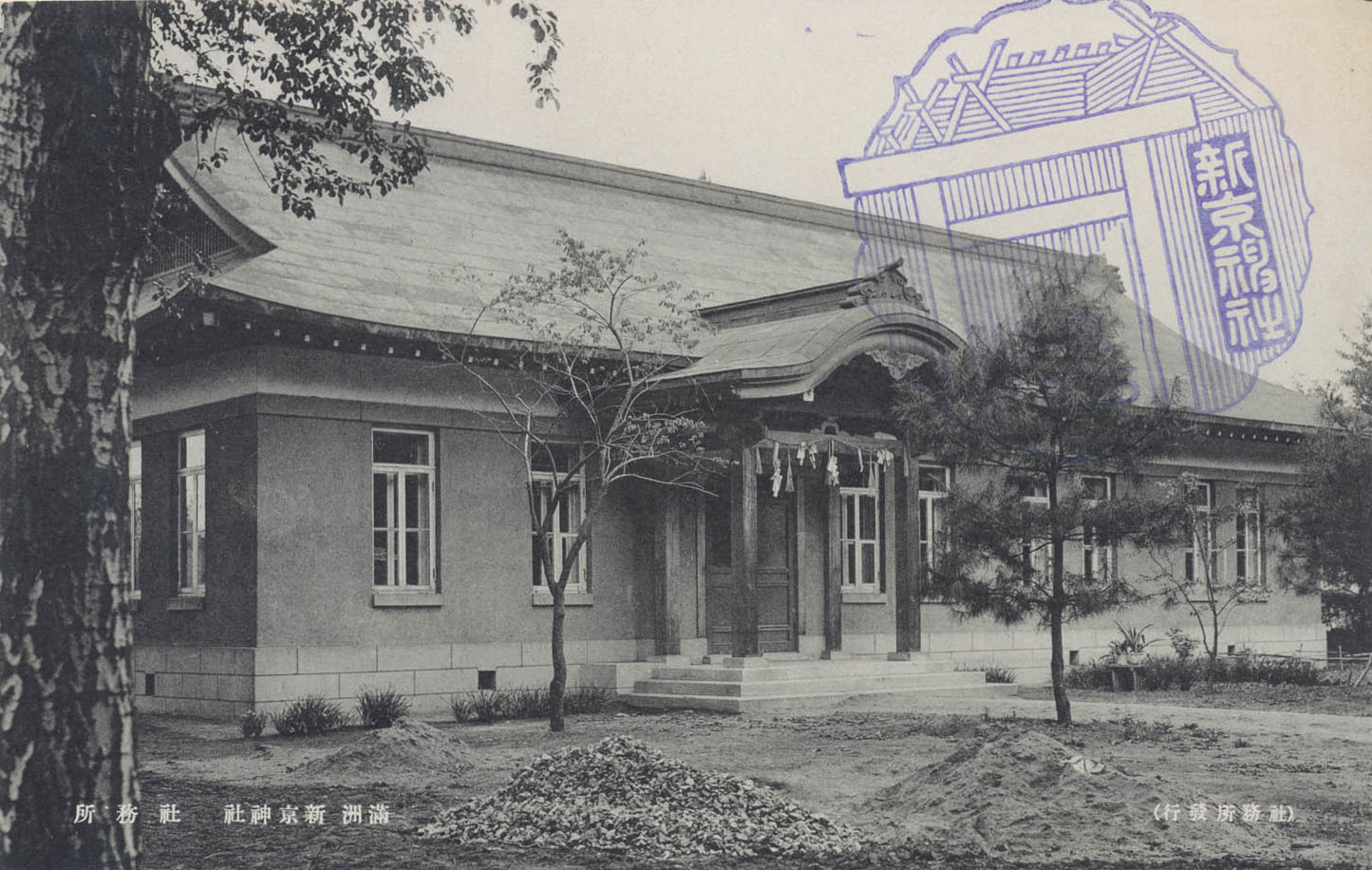
社务所
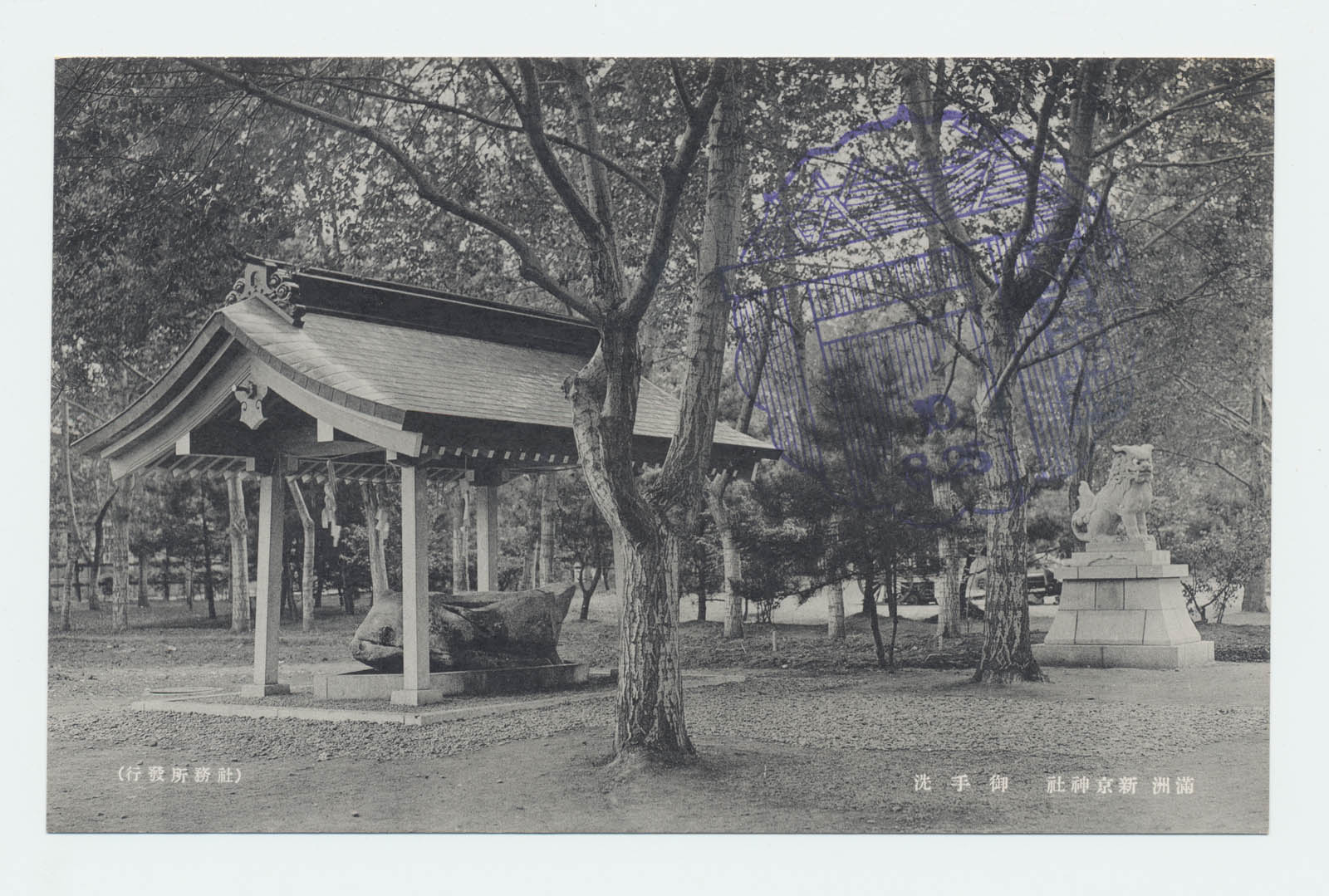
手水舍

1945年8月满洲国灭亡后，神社境内设立了救济日本战灾孤儿的幼儿园，直至1946年这些孤儿返回日本。神社内的物品虽被没收，但建筑未被损伤。也有记载直至1946年春仍有神职人员在悄悄进行神事。此后神社情况不明，但有记载说战后该神社成为本地儿童游玩的场所。:218
1954年，神社旧址改为幼儿园，原后拜殿归属長春市政府机关第二幼儿园，原社务所归属中共吉林省委机关幼儿园，两者各占一半。有1984年的资料记述原神社的建筑作为幼儿园和仓库使用。:88根据日本学者的调查，1990年代时本殿、币殿、拜殿已被改造，但仍存在。2000年以后，位于省幼儿园内的神社偏殿等建筑陆续拆除。而在市政府第二幼儿园的拜殿、北侧参道和鸟居保存完好。拜殿两侧已加盖了较小的房屋。1990年代时，本殿所在区域垫高的地基仍存在，2006年8月时已不存。:218,219,241

## 概况

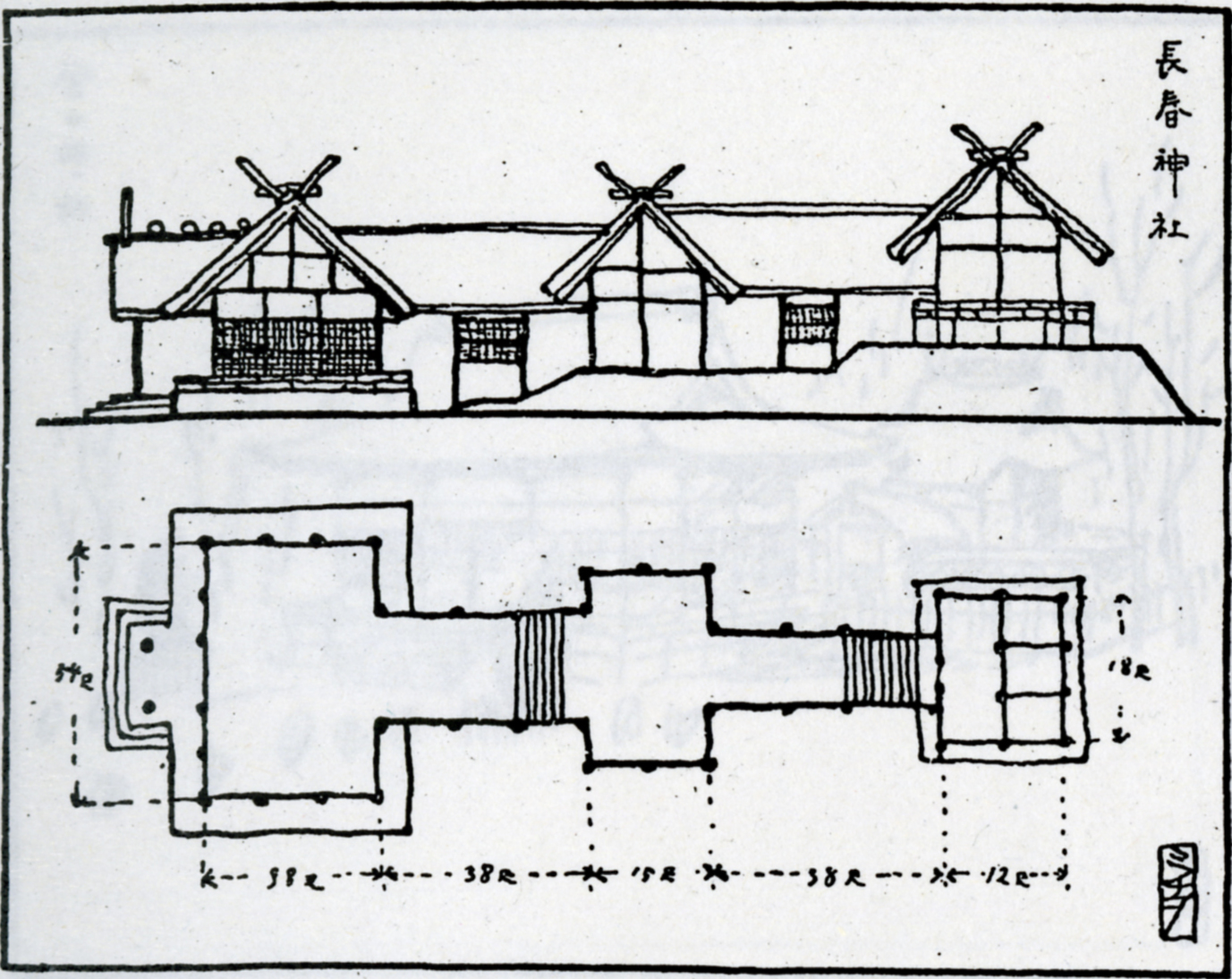
新京神社社殿的平面图和北侧立面图。自左至右为拜殿、币殿和本殿，左侧为东

新京神社占地2公顷，位于长春满铁附属地的中央通（今人民大街北段）西侧，平安町和常盘町的道路之间。神社大鸟居（正门）向东，面向中央通。大鸟居采用日本冈山县小田郡的石材:426。从大鸟居向西进入境内，参道两侧植有松树。继续向西穿过中门后，左右有青铜神马和狛犬。神社北侧也有一座鸟居，现存。:217,218
本殿、拜殿、币殿面向东方，位于境内西侧。拜殿为切妻造平入，宽54尺（約16.36），48尺（約14.55），屋顶有千木、胜男木，采用当时较为革新的:48钢筋水泥结构，以木制风格装饰。拜殿具备防寒设施，可容纳两三百人。币殿与拜殿和本殿相通，钢筋水泥结构。本殿宽3間（約5.45），进深2間（約3.64），神明风切妻造平入，屋顶有千木、胜男木。币殿地基高于拜殿，而本殿地基又高于币殿。拜殿、币殿内部地面以及本殿所在的院落内，皆为水泥地面。:218,241
新京神社北侧的鸟居高9米，宽6米，由吉野町（今长江路）八千代馆老板泷竹三郎出资，由榊谷组施工。

## 祭事、信仰者
例祭为春秋大祭（5月15日、9月15日）、新年祭、新尝祭。1930年时氏子有约2400户。
满洲国时期，路面电车经过新京神社时，驾驶员会通知乘客现在经过新京神社前，乘客不问国籍人种均脱帽致敬。:87新京的中国人也有该神社的信仰者。

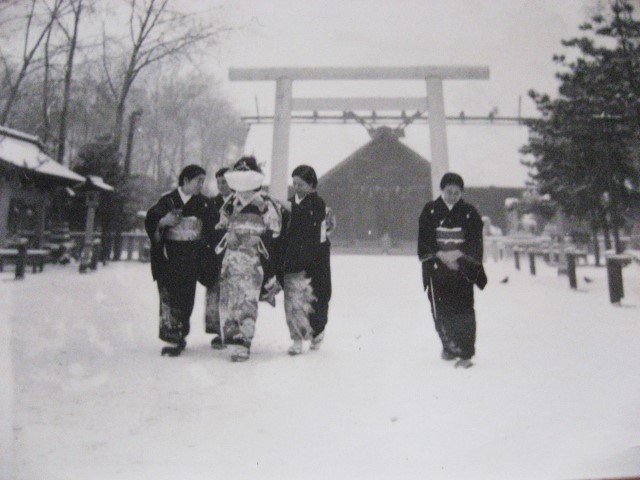
新京神社境内的婚礼仪式成员
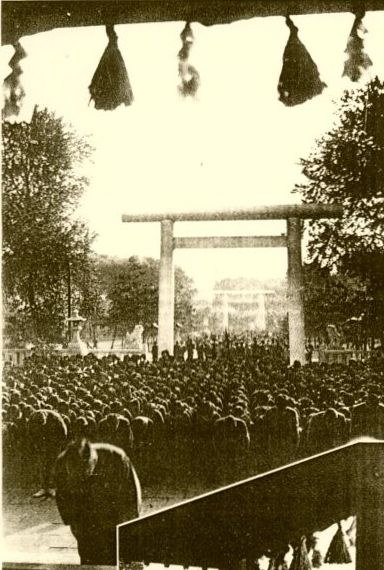
1942年3月，在新京神社集体参拜的新京敷岛高等女学校毕业生